# یارگلیس ساوین
یارگلیس ساوین (انگلیسی: Yargelis Savigne؛ زادهٔ ۱۳ نوامبر ۱۹۸۴) ورزشکار زن پرش سه‌گام و پرش طول اهل کوبا است.
از افتخارات وی می‌توان به کسب مدال برنز پرش سه‌گام در بازی‌های المپیک تابستانی ۲۰۰۸ اشاره کردو